# آبراهام آلیخانوف
آبراهام ایساهاکی آلیخانیان "آلیخانوف" (ارمنی: Աբրահամ Իսահակի Ալիխանյան؛ زاده ۲۰ فوریهٔ ۱۹۰۴ درگذشته ۸ دسامبر ۱۹۷۰) یک دانشمند در زمینه فیزیک ذرات ارمنی‌تبار اهل روسیه بود.

## نگارخانه

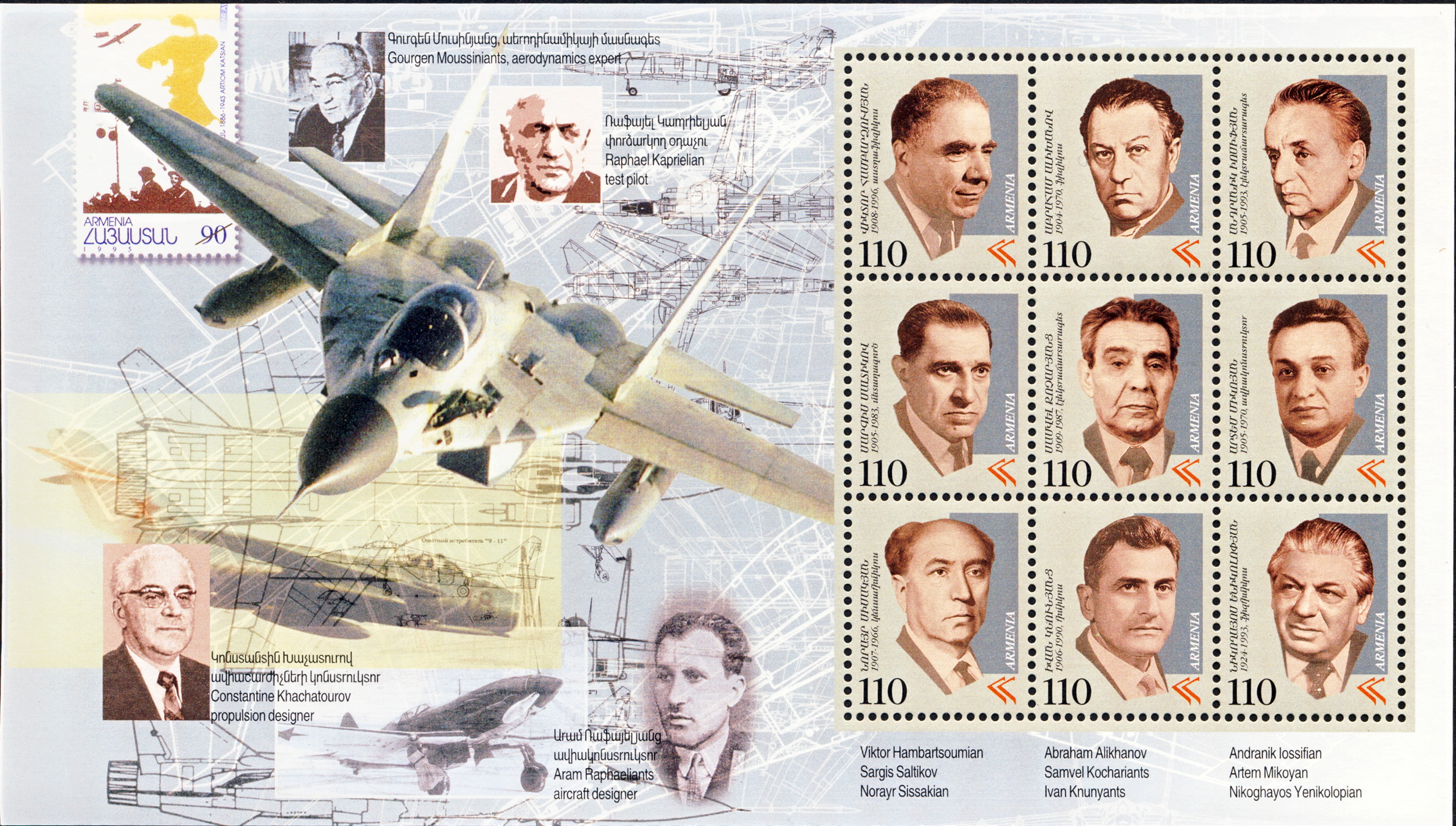

## جوایز
- قهرمان کار سوسیالیست (۱۹۵۴)
- نشان لنین
- نشان پرچم سرخ کار
- جایزه استالین (۱۹۴۱، ۱۹۴۸، ۱۹۵۳)